# سیارک ۱۰۳۹۰
سیارک ۱۰۳۹۰ (به انگلیسی: 10390 Lenka، نامگذاری:1997QD1) ده هزار و سیصد و نودمین سیارک کشف شده‌است که در ۲۷ اوت ۱۹۹۷ کشف شد.
قدر مطلق سیارک برابر ۱۴٫۸۰ است.